# Mikael Petersen
Mikael Petersen, född 1956 på Grönland, är en grönländsk politiker (Si), informationsteknikminister.
År 2004 begärde han sitt utträde ur Grönlands landsting.